# Gare d'Uchaud
La gare d'Uchaud est une gare ferroviaire française de la ligne de Tarascon à Sète-Ville, située à Uchaud, dans le département du Gard, en région Occitanie. 
C'est une halte voyageurs de la Société nationale des chemins de fer français (SNCF) desservie par des trains express régionaux TER Occitanie.

## Situation ferroviaire
Établie à 27 mètres d'altitude, la gare d'Uchaud est située au point kilométrique (PK) 38,872 de la ligne de Tarascon à Sète-Ville, entre les gares voyageurs ouvertes de Milhaud et de Vergèze - Codognan.

## Fréquentation
De 2015 à 2023, selon les estimations de la SNCF, la fréquentation annuelle de la gare s'élève aux nombres indiqués dans le tableau ci-dessous :
| Année           | 2015  | 2016  | 2017  | 2018  | 2019  | 2020  | 2021  | 2022  | 2023  |
| --------------- | ----- | ----- | ----- | ----- | ----- | ----- | ----- | ----- | ----- |
| Voyageurs seuls | 2 275 | 1 804 | 1 729 | 1 813 | 1 696 | 2 249 | 4 858 | 3 180 | 4 484 |

## Service des voyageurs

### Accueil
Halte SNCF, c'est un point d'arrêt non géré (PANG) à entrée libre.

### Desserte
Uchaud est desservie par des trains TER Occitanie qui effectuent des missions entre les gares : d'Avignon-Centre, ou de Nîmes, et de Narbonne.

### Intermodalité
Un parking pour les véhicules est aménagé.